# Jan Lacina (politik)
Jan Lacina (* 25. ledna 1970 Praha) je český politik, od října 2021 poslanec Poslanecké sněmovny PČR, od července 2022 do května 2025 místopředseda hnutí STAN. Pracoval též jako producent, scenárista, režisér a textař. Veřejně se definuje jako zastánce sebevědomých a nezávislých médií veřejné služby, zavedení korespondenční volby ze zahraničí, přijetí eura, manželství pro všechny a reprezentant liberálního směřování hnutí STAN a jeho zařazení do rodiny evropských liberálních stran spojených v Evropském parlamentu do frakce Renew Europe.

## Politické působení
Pro volby do Poslanecké sněmovny PČR v roce 2021 se stal pražským lídrem hnutí STAN a členem vládního týmu koalice Pirátů a Starostů pro média, kulturu a cestovní ruch.
V roce 2014 byl jako registrovaný příznivec hnutí pražským volebním manažerem Starostů a nezávislých, v komunálních volbách byl lídrem kandidátky v Praze 6 a stal se místostarostou. Kandidoval například se spisovatelem Petrem Šabachem či expertem na transparentnost veřejné správy Oldřichem Kužílkem. Pražským volebním manažerem byl zvolen i pro roky 2017 a 2018. Ve volbách do Poslanecké sněmovny PČR v roce 2017 kandidoval jako pražský lídr do Poslanecké sněmovny PČR za celostátním lídrem Janem Farským, ale neuspěl. V komunálních volbách v roce 2018 obhájil post místostarosty Prahy 6. Ve volbách do Poslanecké sněmovny PČR v roce 2021 kandidoval jako pražský lídr hnutí STAN na 3. místě kandidátky koalice Piráti a Starostové v Praze a se ziskem 26 117 preferenčních hlasů (18,37 %) byl zvolen poslancem. V červenci 2022 byl na mimořádném sněmu STAN v Hradci Králové zvolen místopředsedou hnutí. V komunálních volbách v roce 2022 kandidoval do zastupitelstva Prahy 6 jako lídr kandidátky subjektu „STAN s podporou Zelených“. Mandát zastupitele městské části se mu podařilo obhájit. Dne 24. října 2022 byl zvolen radním městské části. Na radnici Prahy 6 zodpovídá za oblast kultury, sportu a volného času a bezpečnosti. Od prosince 2015 je členem politického hnutí Starostové a nezávislí.
V letech 2014–2021 stál v Praze 6 za většinou dotažených uměleckých instalací ve veřejném prostoru: Lavičkou Ferdinanda Vaňka před Národní technickou knihovnou (2017), Vějířem Žofie Chotkové před Píseckou branou (2019), Pomníkem Marie Terezie v parku Marie Terezie (2020), Křížem smíření v Aleji Českých exulantů (2020), Asteroidem na Vítězném náměstí (2020) či Housenkou raného kapitalismu (2021) tamtéž. V září 2018 dosáhl pojmenování bezejmenného prostranství před ústředím Církve československé husitské v Dejvicích jako Šabachův park po dejvickém spisovateli Petru Šabachovi, který zemřel v září 2017, a nedokončil tak svůj mandát zastupitele Prahy 6. V roce 2018 společně s Armádou České republiky a ostatními složkami Integrovaného záchranného systému připravoval jako zástupce Prahy 6 na Evropské třídě a v okolí největší vojenskou přehlídku konanou od vzniku samostatné České republiky, a to u příležitosti oslav sta let od vzniku Československé republiky. Dne 31. prosince 2018 a opakovaně i poslední den roku 2020, 2021 a 2022 vyzval dopisem spolu s 1. místopředsedou Senátu Jiřím Růžičkou prezidenta ČR Miloše Zemana k odstranění zátarasů u vstupu do areálu Pražského hradu a k jeho navrácení české veřejnosti a částečně uspěli. V roce 2020 řídil jako gesčně příslušný místostarosta převoz sochy maršála Koněva z pražského Bubenče do depozitáře. V srpnu 2024 završil své desetileté úsilí směřující k celkové rekonstrukci a transformaci bývalé nádražní budovy Praha-Bubeneč, uzavřené v roce 2014, na kulturně – sportovně – volnočasové centrum pod názvem Stanice 6.
Ve volbách do Poslanecké sněmovny PČR v roce 2025 kandiduje na 3. místě kandidátky hnutí STAN v Praze. Na celostátním sněmu hnutí STAN konaném v květnu 2025 obhajoval funkci místopředsedy hnutí, ale nebyl zvolen.

## Život
V mládí intenzivně sportoval, hrál 1. dorosteneckou ligu za fotbalovou Duklu Praha a ve stejném oddílu byl také členem Střediska vrcholového sportu mládeže. V roce 1988 začal studovat trenérství kopané na FTVS UK, ale po změně politických poměrů na přelomu let 1989/1990 se rozhodl sportovní studia ukončit a nadále se věnovat kariéře v médiích.
Profesně působil jako reportér v týdeníku Reflex (1990–1994), TV Nova (1995), Lidových novinách (1996) a Prima TV (1996–1997). Jako producent, scenárista či režisér se od roku 1998 podílel na pořadech Nic ve zlým (Prima TV), Třicet návratů, Krásný ztráty, Velký vůz, 13. komnata nebo Albertov 16:00 (vše Česká televize). Jako specialista na mediální komunikaci se podílel na festivalu Praha – Evropské město kultury 2000.
Je spoluzakladatelem pražských kaváren Krásný ztráty (2005–2014) a Café NONA (2010, spolu s Michalem Prokopem), hudebního klubu Carpe diem (2007–2015, spolu s Markem Brodským) a kavárny a restaurace Nahoře a dole (prosinec 2013–2018, spolu s Václavem Jiráčkem). V lednu 2019 se stal místopředsedou představenstva Obecního domu v Praze. Je autorem knihy Havel na Hrad! a spolu s Michalem Prokopem se podílel na knize Krásný ztráty a Krásný ztráty 2. Je také autorem textů na albech kapely Bílá nemoc (Lahvový a stesk, Stíny a stouni) a albech Michala Prokopa & Framus Five (Sto roků na cestě, Mohlo by to bejt nebe…,  Čas je šťastnej lhář  a Ostraka 

). Je absolventem bakalářského oboru Politologie a mezinárodní vztahy na Fakultě filozofické Západočeské univerzity a magisterského oboru Mediální studia na Fakultě sociálních věd UK se zaměřením na média veřejné služby.